# Rhythm (dokumentarfilm)
|  | Denne artikel er oprettet af botten Steenthbot ud fra en ekstern database. Den kan derfor have sproglige fejl eller mangler. Denne skabelon kan fjernes efter kontrol af indholdet. |

Rhythm er en dansk dokumentarfilm fra 2016 instrueret af Pernille Søholm.

## Handling
En eksperimenterende film om konceptet rytme. En danser fortæller om sin udvikling af sin personlige forståelse for rytme, hvilket er illustreret gennem hendes observationer af dagligdags hændelser og hendes udtryksfulde dans.
Første akt er baseret på den begrænsede forståelse af konceptet, og derfor er den rytmiske lyd i fokus. I anden akt begynder danseren at opnå en større forståelse af konceptet og kan derved se den rytmiske bevægelse, der vises i stemningsklippene. I tredje akt kulminerer sanseindtrykkene, og danseren opnår en større accept af sine følelser og er i stand til at vise dem i offentligheden.

## Medvirkende
- Julie Westergaard Andersen